# Château d'Achun
Le château d'Achun est une bâtisse du XVIIIe siècle situé sur la commune d'Achun, dans la Nièvre, en région Bourgogne-Franche-Comté.

## Situation
À 10 kilomètres au nord de Châtillon-en-Bazois, sur la route départementale 256, il est situé à la sortie du bourg, en bordure de la route.

## Historique
C'est Joseph de Bréchard qui le fit construire au XVIIIe siècle et il subit des transformations au XIXe siècle

## Descriptif
Le logis central est de plan quadrangulaire à un étage sur rez-de-chaussée, pourvu de combles. De chaque côté, il est flanqué de deux pavillons de plan rectangulaire à trois niveaux et combles. Alignés sur la façade du Couchant et en retour d'équerre au Levant. 
La façade du Levant, possède au rez-de-chaussée, une fenêtre de part et d'autre de la porte d'entrée et trois au premier étage. Les combles sont éclairés par trois œils-de-bœuf aux frontons cintrés.
L'autre façade comporte trois portes fenêtres, avec au premier étage de larges baies. Les combles possèdent une lucarne double à fenêtres pendantes que surmonte un fronton triangulaire à moulures.
Les pavillons possèdent sur le côté est une fenêtre par niveaux.

### Cour intérieure
La façade Est est percée d'une porte d'entrée en plein cintre. À sa gauche on peut voir un puits à margelle engagée.

## Propriétaires
(liste non exhaustive)
- Comte Louis-François de Bréchard (29 juillet 1764 - 23 mai 1809, chevalier, seigneur d'Achun et de Pouilly, qui a dû épouser sous la Terreur, en 1794, sa servante[1]. Il a laissé un testament en faveur des hospices d'Autun, d'Orléans et de Nevers, daté du 4 août 1808, conservé aux Archives départementales de la Creuse[2]. C'est grâce à ce testament que fut fondé à Achun, en 1808, l'hospice des Sœurs de la Charité, tenu par des religieuses venant de Nevers. Il apparaît sur la liste des membres de la noblesse de la Nièvre votant pour l'élection des députés des États généraux de 1789. Par son testament, il institue comme héritiers partiels François Jean-Marie et Guillaume Dechamps, en leur demandant de rajouter à leur nom celui de Bréchard, ce qui fut autorisé[3] et fut contesté en justice par Joseph Marie Bréchard de Chamort, ainsi que par Thérèse de Solange d'Assigny. Les héritiers naturels obtinrent gain de cause[4].
- Théodore Tenaille de Saligny, (1830-1889), homme politique.
- Adrien Laurent, (1856-1883), notaire et maire de Châtillon-en-Bazois
- Henri d'Angicourt, (1875-1961), rentier, propriétaire-exploitant de mines de phosphates, zinc, plomb et metaux connexes en Algérie et Tunisie.